# Parafia św. Józefa w Rubieżewiczach
Parafia św. Józefa w Rubieżewiczach (biał. Парафія Cв. Юзафа ў Рубяжэвічах‎) – rzymskokatolicka parafia znajdująca się w archidiecezji mińsko-mohylewskiej, w dekanacie stołpeckim, na Białorusi.

## Historia
Pierwszą świątynią katolicką w Rubieżewiczach była cerkiew unicka, która spłonęła w 1740 i nie została odbudowana.
W 1799 Radziwiłłowie ufundowali kościół łaciński, przy którym erygowano parafię. W okresie likwidacji parafii katolickich przez władze carskie po powstaniu styczniowym, w 1866 tutejszy proboszcz przyjął prawosławie, zamieniając kościół na cerkiew prawosławną. Świątynia ta została zamknięta w okresie sowieckim i rozebrana w 1972. W 1866 zlikwidowana parafia katolicka została podzielona pomiędzy parafie w Kojdanowie, Świerżeniu Nowym i Rakowie.
Już od 1866 czyniono starania o budowę nowego kościoła. Szczególnie zasłużył się Antoni Tur, który zbierał podpisy i osobiście dostarczył je do cara, za co został zesłany na Syberię. Po ukazie tolerancyjnym car Mikołaj II Romanow w 1905 wyraził zgodę na budowę. Nowy kościół zbudowano w latach 1906-1910 i konsekrowano w 1911. 